# Whartons Studio
The Whartons, Incorporated foi uma companhia cinematográfica estadunidense da era do cinema mudo, que operava em Ithaca, Nova Iorque entre os anos de 1914 e 1919. O Ithaca Studio foi fundado pelos irmãos Theodore e Leopold Wharton nas margens do Lago Cayuga, no local em que atualmente é o Stewart Park.
O estúdio produziu mais de 50 filmes, além de distribuir 5 filmes como Wharton Releasing Co.

## Histórico

### Theodore Wharton
Em 1907, as várias visitas feitas por Theodore Wharton ao Edison Studios o influenciaram para entrar na indústria cinematográfica, pois devido a sua experiência como ator e gerente, foi oferecido e ele aceitou uma posição como diretor técnico dos estúdios de Edison. Em 1909 foi contratado pela Kalem Company para estabelecer seu estúdio, e no ano seguinte fundou o estúdio Pathé em território americano, permanecendo com essa empresa por dois anos. Mais tarde, identificou-se com a Essanay Studios em Chicago. Durante este período, o Sr. Wharton escreveu e dirigiu mais de quinhentas peças.
Em abril de 1914, ao lado de seu irmão Leopold, estabeleceu o The Whartons, Incorporated, em Ithaca, tornando-se, ele e o irmão, os primeiros produtores a estabelecerem seu próprio estúdio e se tornarem independentes. O estúdio compreendia uma área de 45 acres e incluía palcos, vestiários, set de filmagem, de edição e escritórios.

### Mudança para Santa Cruz
No início dos anos 1920, o estúdio mudou-se de Ithaca para Santa Cruz, Califórnia, a convite do prefeito de Santa Cruz, Fred Swanton, que tentou convencer os produtores de filme de Hollywood a se estabelecerem em Santa Cruz. Foi incorporada como Wharton Film Classics, Inc. embora Leopold tenha morrido em 1927, e Theodore em 1931. Até então, a maioria da indústria cinematográfica tinha se estabelecido no sul da Califórnia e em Hollywood, devido às condições climáticas favoráveis a se filmar durante o ano inteiro.

## Filmografia parcial
- The Crooked Dagger (1919)
- The Red Peril (1919)
- A Romance of the Air (1918)
- April Fool (1918)
- The Eagle's Eye (1918)
- Mission of the War Chest (1918)
- The Candidate (1918)
- The Missionary (1918)
- Below Zero (1917)
- The Great White Trail (1917)
- The Black Stork (1917)
- Patria (1917)
- The Crusher (1917)
- Beatrice Fairfax (1916)
- The Lottery Man (1916)
- The Mysteries of Myra (1916)
- Hazel Kirke (1916)
- The City (1916)

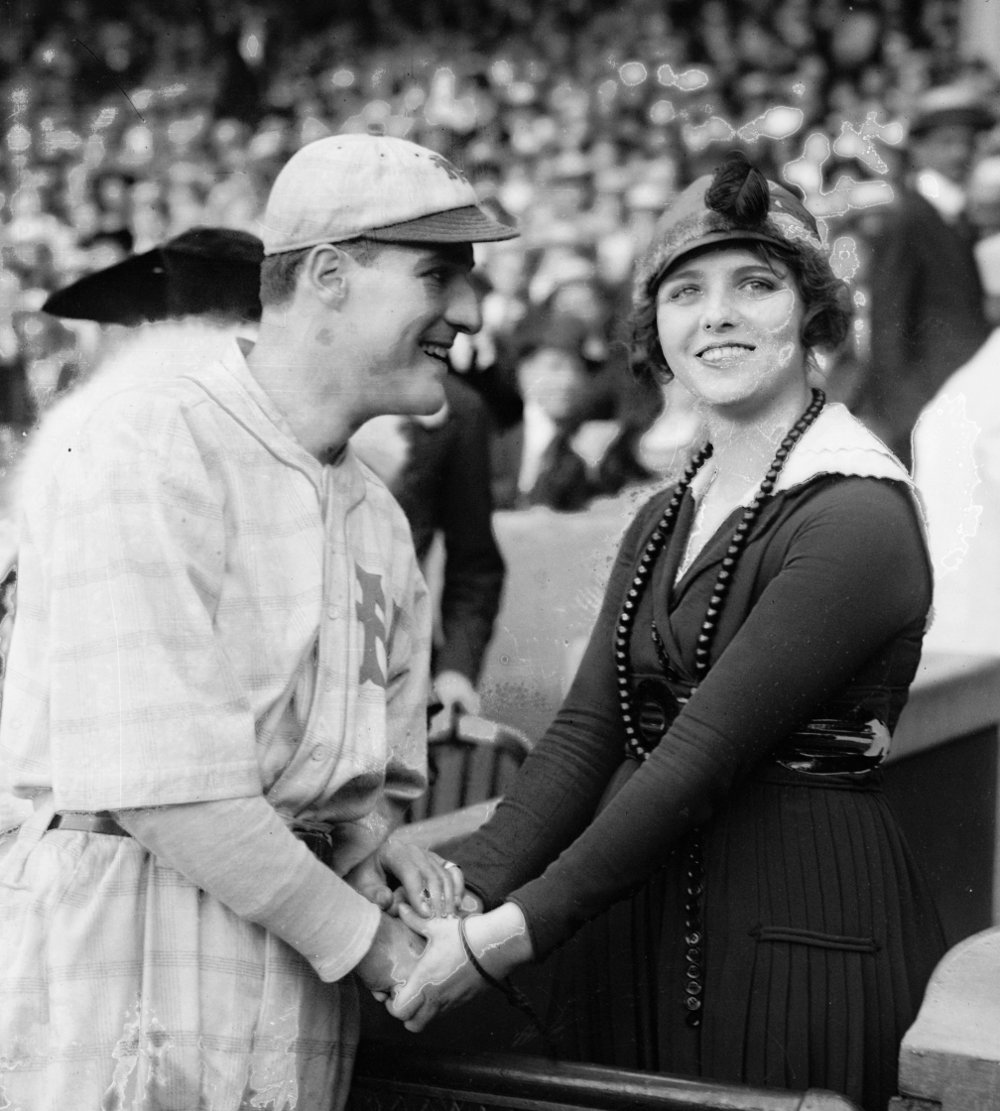
Cena do seriado Beatrice Fairfax, com Nigel Barrie e Olive Thomas, produzido pelo Whartons Studio em 1916.

- The New Adventures of J. Rufus Wallingford (1915)
- The Romance of Elaine (1915)
- The New Exploits of Elaine (1915)
- The Stolen Birthright (1914)
- The Exploits of Elaine (1914)
- The Fireman and the Girl (1914)
- A Prince of India (1914)
- The Pawn of Fortune (1914)
- The Warning (1914)
- The Boundary Rider (1914)